# Crepidula unguiformis
Crepidula unguiformis é uma espécie de molusco pertencente à família Calyptraeidae.
A autoridade científica da espécie é Lamarck, tendo sido descrita no ano de 1822.
Trata-se de uma espécie presente no território português, incluindo a zona económica exclusiva.